# 早期警戒スコア

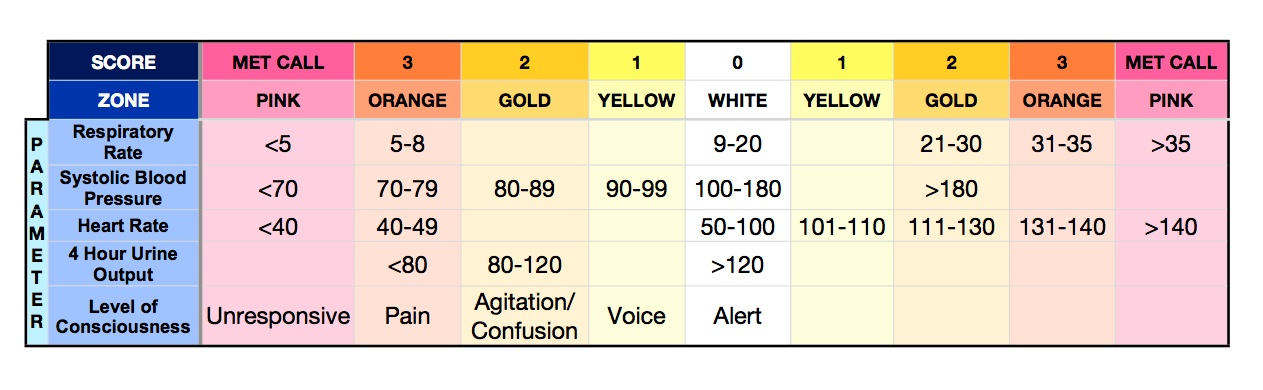
ニュージーランド、ウェリントンで使用されているEWSの表。緊急コールが必要な状況が赤く塗色されている。

早期警戒スコア（そうきけいかいすこあ、Early Warning Score: EWS）とは、医療機関において患者の疾患の重症度を迅速に判断するために用いられる指針である。バイタルサイン（呼吸数、酸素飽和度、体温、血圧、脈拍・心拍数、AVPUスケール（Alert、Verbal、Pain、Unresponsiveの頭文字より成る意識レベルの評価尺度））に基づく。1990年代後半、病院内での急変や心停止の前に、バイタルサインの異常が増加する時期があることが研究で明らかになったことから、これらのスコアが開発された。日本では英国で開発された、 National Early Warning Score (NEWS)が頻用されている。

## 原理
患者の観察結果を正常範囲と比較し、例えば以下の表（初期の修正EWS）に基づいた複合スコアを算出する。
| スコア            | 3    | 2       | 1       | 0       | 1        | 2          | 3      |
| ----------------- | ---- | ------- | ------- | ------- | -------- | ---------- | ------ |
| 呼吸数 (回/分)    | >35  | 31–35   | 21–30   | 9–20    |          |            | <7     |
| 酸素飽和度 (%)    | <85  | 85–89   | 90–92   | >92     |          |            |        |
| 体温 (℃)          |      | >38.9   | 38–38.9 | 36–37.9 | 35–35.9  | 34–34.9    | <34    |
| 収縮期血圧 (mmHg) |      | >199    |         | 100–199 | 80–99    | 70–79      | <70    |
| 心拍数 (回/分)    | >129 | 110–129 | 100–109 | 50–99   | 40–49    | 30–39      | <30    |
| AVPU              |      |         |         | 清明    | 発語あり | 痛みに反応 | 無反応 |

5点以上であれば、死亡や集中治療室への入室の可能性が高くなると統計学的に示されている。
病院では、EWSは「追跡と初動立ち上げ」(Track and Trigger）システムの一部として用いられ、スコアが上がると、患者の観察頻度の増加（スコアが低い場合）から、院内ラピッドレスポンスチームまたはMETコール（院内救急対応システム）の召集まで、さまざまな段階的対応が行われる。バイタルサインの変化に先立って看護スタッフが感じる懸念（違和感、気になること）が生じることがあるため、看護スタッフによる懸念もこのような緊急対応チーム呼び出しのきっかけとなることがある。

## 最適用途
世界中でEWSは、臨床上の急変は、単一の変数内の大きな変化だけでなく、複数の生理学的測定値の変化を通して見ることができるという原則に基づいている。しかし、このスケールは異なる患者集団を対象として校正され、また、世界中の様々な地域に特有の追加パラメータを含むように拡張されることもある。スコア化されるパラメータは、状態悪化のスコアに対する加重と同様に異なる場合がある。システムによっては、尿量、酸素飽和度、酸素投与流量、疼痛スコアなど、他のパラメータにもスコアを割り当てている。
「理想的な」早期警告スコアシステムを構成するものについては、コンセンサスが得られていないのが現状である。臨床で用いられているさまざまなシステムを比較すると、どのパラメータに点数が付けられ、どのように点数が付けられるかは、病状の悪化の程度によって異なることがわかる。しかし、あるパラメータは、24時間以内に死亡する患者の予測に他のパラメータよりも優れているというエビデンスがいくつかある。このため、いくつかの国では、悪化した患者の評価と対応への標準的なアプローチを可能にする国家的早期警告スコアを開発するという声が上がっている。

## バリエーション
特定の患者のニーズ（例：小児用のPEWS）や地域に最適化した医療態勢（英国ではNEWS）に対応するために、様々な早期警告スコアが開発されている。
これらには以下のものがある：
| 名称                                   | 略称         | 説明 | 引用         |
| -------------------------------------- | ------------ | --- | ------------ |
| Pediatric Early Warning Score          | PEWS         | 16歳未満の患者を対象としたTrack and Triggerの使用をサポートするように設計されており、観察結果の正常範囲が異なる | [ 10 ]       |
| Modified Early Obstetric Warning Score | MEOWS        | 妊産婦向けのEWS                                                                                                 | [ 11 ]       |
| Modified Early Warning Score           | MEWS         | 様々な臨床場面で多くの人の要求に応えられるように修正された。                                                    | [ 5 ]        |
| National Early Warning Score           | NEWS & NEWS2 | 英国における国家標準のEWSを提供するために英国王立内科医協会が開発した（2012年と2017年）。                       | [ 12 ] [ 1 ] |

## 英国でのNational Early Warning Score（NEWS）

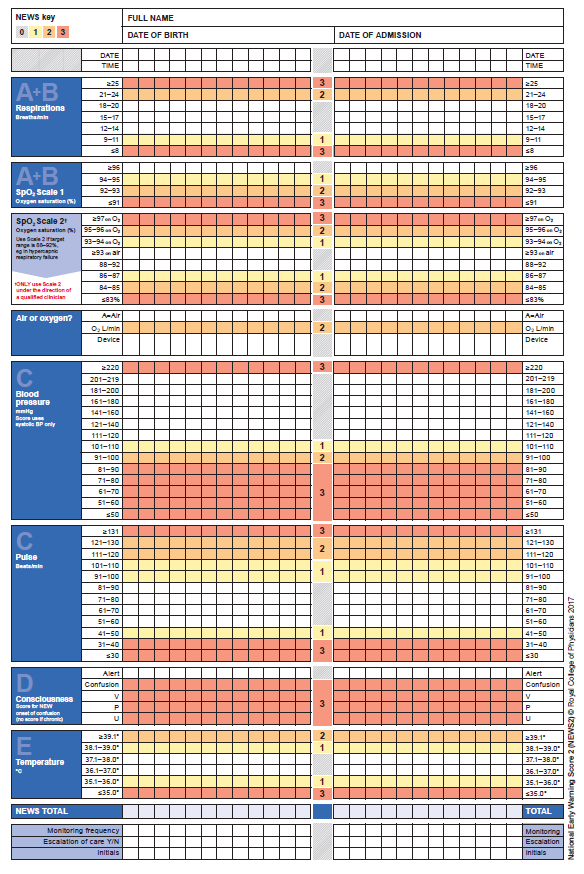
NEWS2の評価表

英国では、英国王立内科医協会が2012年に地方や地域のスコアに代わる全国早期警戒スコア（National Early Warning Score: NEWS）を開発した。 NEWSは、これまでで最大の全国規模のEWSの取り組みで、英国以外でも採用されている。
2017年にNEWSの第2版が導入された。改訂版は、敗血症の特定、基礎疾患に肺疾患を有する人への酸素供給量の目標、せん妄の発症に最適化された。 2020年3月に追加の実施ガイダンスが出された。 多くの病院ではまだ他のスコアを用いているが、患者安全のために、すべての医療機関が診断に同じスコアと臨床判断とを用いるべきであることが提案されている。

## 沿革
初めて記録されたEWSは、英国ノーフォークのジェームス・パジェット大学病院のチームによって開発され、1997年5月の英国集中治療医学会年次総会で発表された。